# Giotto di Bondone

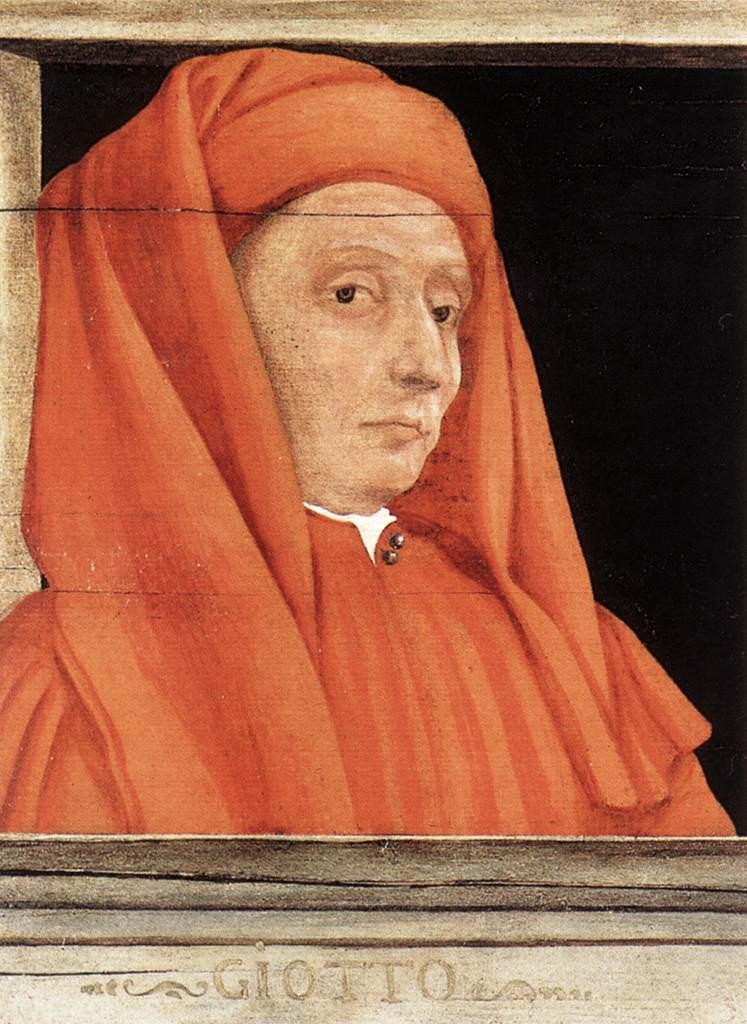
Giotto di Bondone - Portret de Paolo Uccello, 1450, Muzeul Louvre, Paris

Giotto di Bondone (n. 1267, Vicchio, Toscana, Italia – d. 8 ianuarie 1337, Florența, Republica Florentină) a fost un pictor și arhitect italian, considerat inovatorul picturii italiene și predecesorul artei moderne. Giotto a înlocuit compoziția ornamentală bizantină cu reprezentarea spațiului tridimensional, ceea ce semnala descoperirea perspectivei renascentiste.

## Viața și opera
Giotto s-a născut nu departe de Florența, la Colle di Vespignano din provincia Mugello, într-o familie săracă de țărani. Deoarece era nepotul lui Angiolo (Giotto ar fi fost diminutivul de la Ambrogiotto sau Angiolotto) și fiul lui Bondone, l-au numit Giotto di Bondone. Se povestește că pictorul Cimabue l-ar fi întâlnit pe Giotto în timpul unei plimbări, pe când băiatul păzea o turmă de oi. Tânărul păstor era cufundat în desenarea unei oi pe o piatră, liniile desenului fiind ferme și precise. Cimabue a fost încântat de desen și l-a luat pe Giotto cu el la Florența. În acele vremuri pictura era privită ca o meserie, principala sarcină a pictorului fiind aceea de a decora biserici, având nevoie de multe ajutoare. Giotto l-a însoțit pe Cimabue în călătoriile lui la Assisi și la Roma, unde maestrul avea de executat numeroase comenzi. Nu se știe exact când a părăsit atelierul lui Cimabue, însă cunoaștem două date care marchează pășirea în maturitate a lui Giotto: 1287, anul în care se căsătorește cu Ciuta (diminutivul prenumelui Ricevuta) di Lapo dell Pela, și 1290, când pictează prima sa mare operă, un crucifix pentru Biserica Santa Maria Novella din Florența.

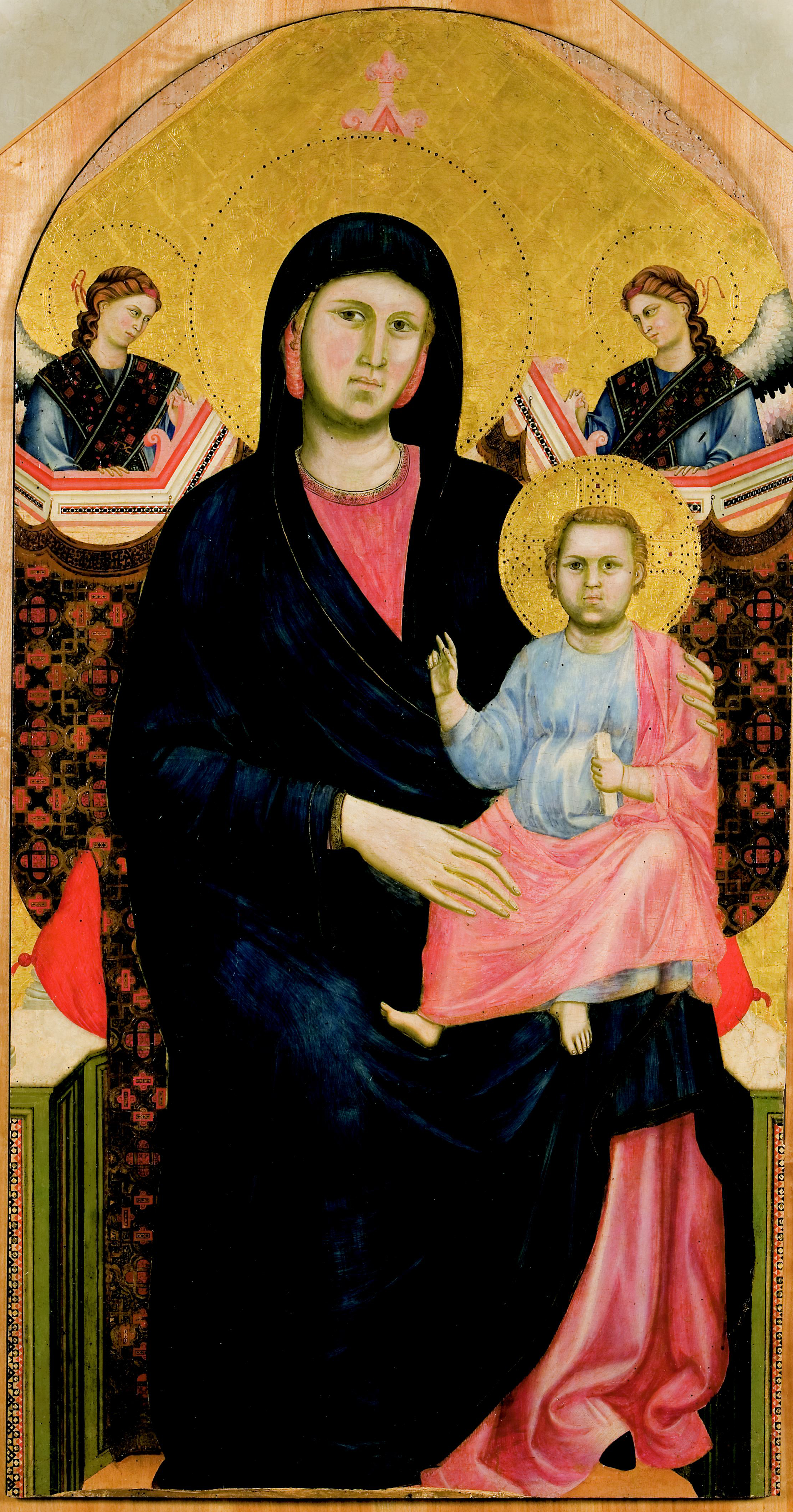
Madonna di San Giorgio alla Costa, ca. 1290

După aceasta a călătorit la Assisi, unde a pictat în nava Bisericii San Francesco o serie de fresce cu scene din viața  Sfântului Francisc (1296-1299). Doi ani mai târziu a realizat la Roma mozaicul reprezentând barca lui Petru, așezată în sala de coloane a Bazilicii Sfântul Petru. În anul 1300, la dorința papei Bonifaciu al III-lea, Giotto realizează decorația „lojei fericiților” din Bazilica San Giovanni in Laterano.
Picturile din Roma îl fac celebru, Giotto încă nu împlinise patruzeci de ani când la Florența are deja câteva case, atelier și numeroși elevi.
Comenzile sosesc de pretutindeni. Pictează la Rimini pentru călugării franciscani fresce reprezentând minunile Sfântului Anton, picturi care s-au deteriorat în decursul anilor.

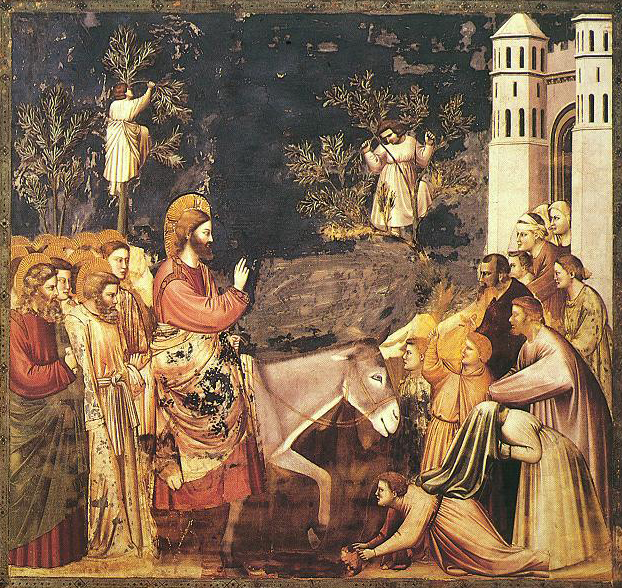
Giotto: Intrarea în Ierusalim (Scene din viaţa lui Isus), 1304-1306 - Capela Scrovegni, Padova

Între anii 1304-1306 artistul decorează cu picturi capela "Scrovegni" din Padova, aceste fresce fiind considerate cele mai însemnate opere ale sale.
În anul 1311 Giotto se reîntoarce la Florența. Începând din anul 1317 pictează fresce în Biserica Santa Croce. Dintre cele patru capele zugrăvite de el, azi mai pot fi admirate doar două: "Bardi" și "Peruzzi". În același timp artistul realizează picturi și pentru Palatul "Bargello", care de asemenea nu s-au mai păstrat.
Între anii 1328-1333 Giotto s-a găsit la curtea regelui Robert de Anjou din Napoli. Dintre frescele pictate aici s-au păstrat doar câteva fragmente.

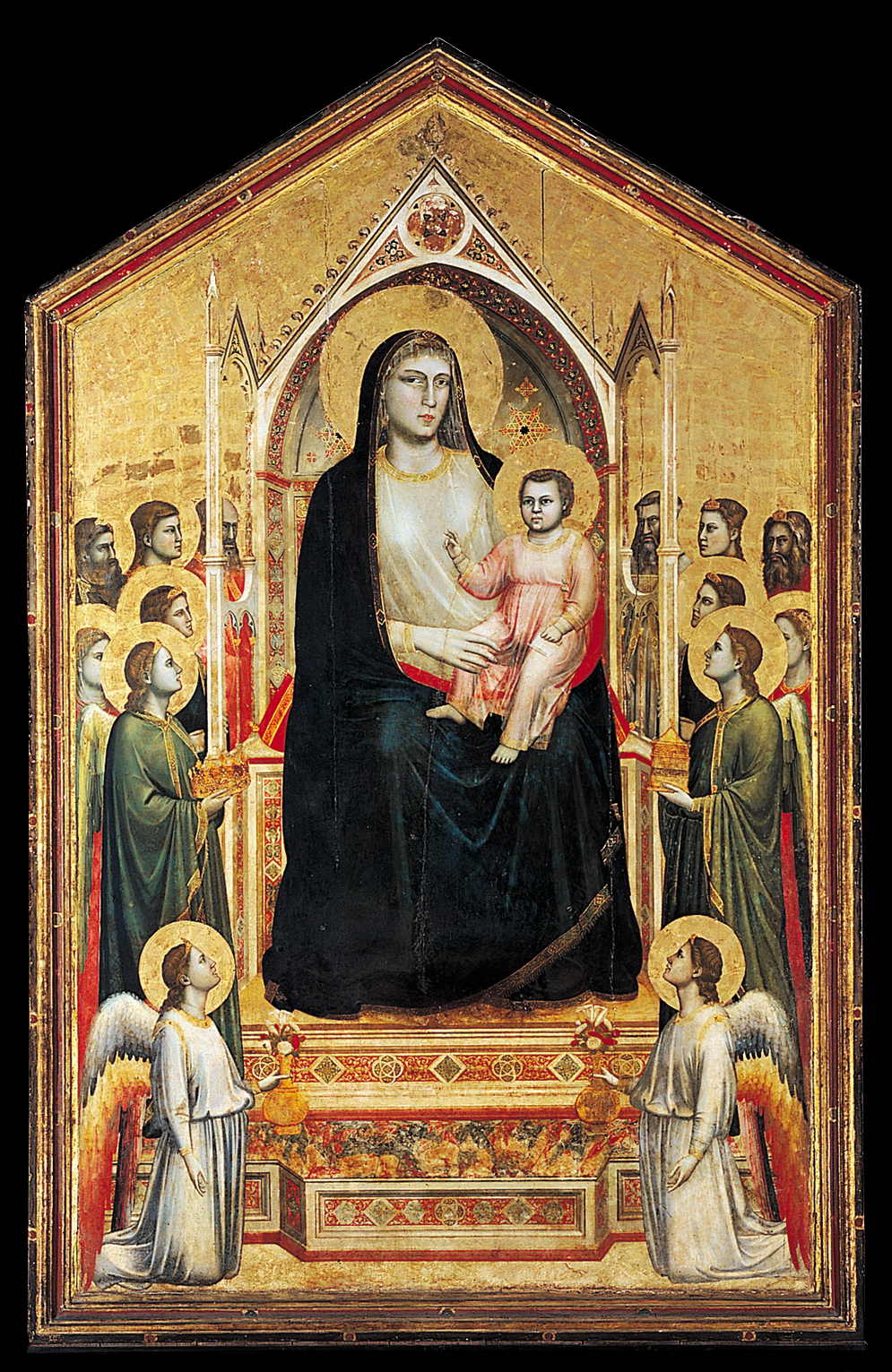
Giotto: Madonna in maestà, 1306-1310 - Galleria degli Uffizi, Florenţa

După întoarcerea sa la Florența (1334), Giotto este decorat de către consiliul orașului și devine intendentul tuturor clădirilor oficiale și fortificațiilor din oraș. Este însărcinat cu conducerea construcției Domului și proiectează "Le Campanile" (clopotnița) catedralei, a cărei construire se începe în anul 1334.

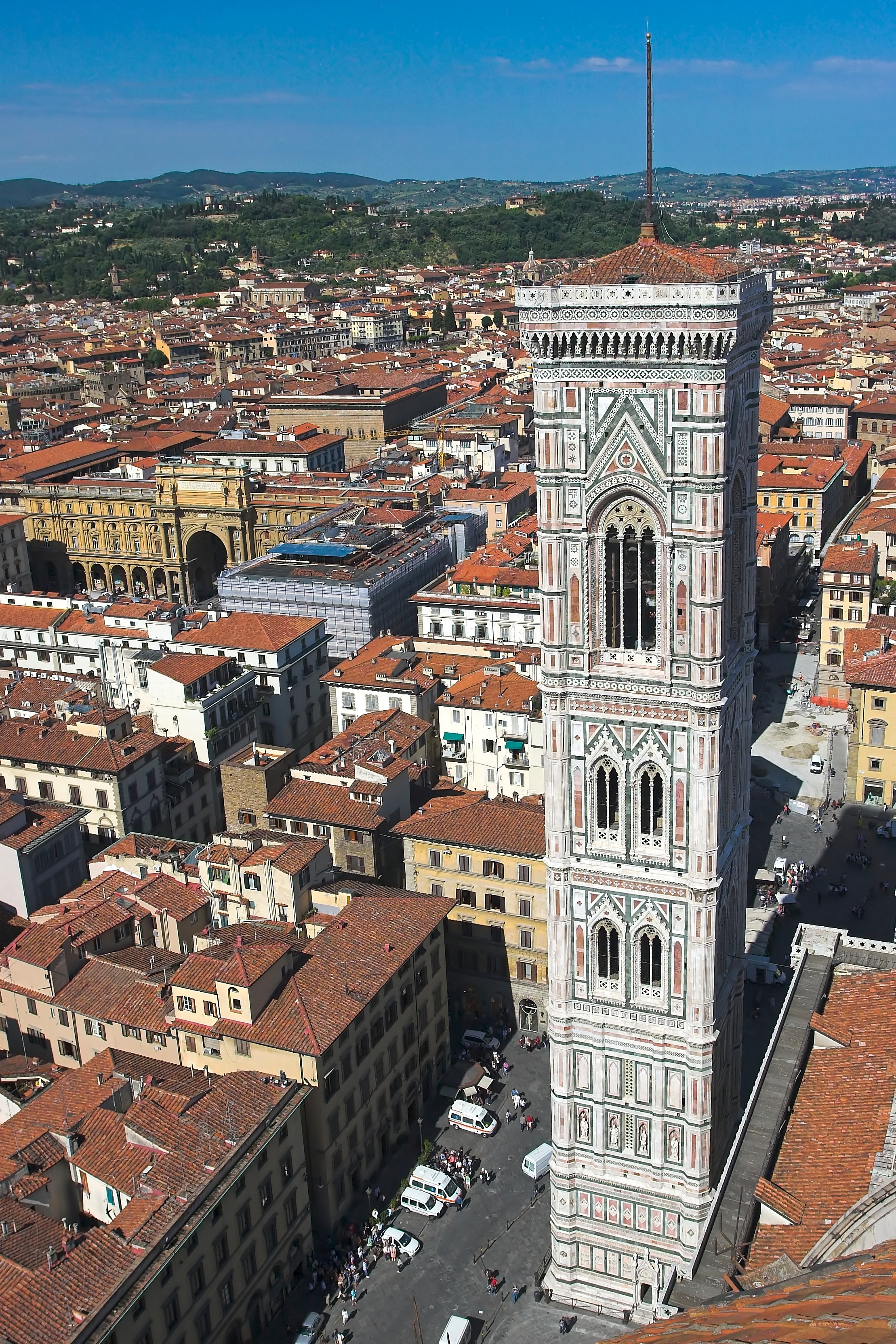
Campanile di Giotto (Firenze)

Giotto petrece următorii doi ani la Milano, unde lucrează din însărcinarea Ducelui Visconti, dar din păcate din aceste opere nu s-a păstrat nimic. În 1336 este chemat la Avignon, unde era sediul papilor în acea epocă, dar Giotto nu mai poate onora comanda făcută, pentru că pe 8 ianuarie 1337 moare. Este înmormântat în Biserica Santa Croce.
După moartea lui Giotto arta italiană a rupt legăturile cu tradițiile bizantine. În jurul anului 1415 arhitectul Filippo Brunelleschi încearcă să reprezinte în perspectivă Domul din Florența și Palazzo Vecchio. Pictorul Masaccio pictează Răstignirea pentru Biserica Santa Maria Novella urmând principiile perspectivei reale. În sfârșit, Leonardo da Vinci va formula definitiv regulile perspectivei pe baza principiilor opticii.

## Giotto în literatură
Mai multe mărturii literare, care nu ne spun prea multe lucruri despre viața lui Giotto, marchează impactul operei lui Giotto asupra contemporanilor săi. A fost eternizat în opere literare de către poeți. În Divina Comedie, Dante îl așază pe Giotto în „Purgatoriu” (Cântul XI al Purgatoriului), Boccaccio îl descrie ca cel mai mare pictor al lumii, „avem dreptul să-l numim una dintre luminile Florenței”. În Viețile celor mai renumiți arhitecți, pictori și sculptori italieni, de la Cimabue până în timpurile noastre, este eternizat de Vasari.

## Citate
- "Acest om extraordinar emană din sine culorile și, datorită acestui fapt, pictura sa prezintă natura într-un chip nou" (Cennino di Drea, ca. 1390)
- "Giotto i-a ajuns din urmă nu numai pe maeștrii epocii sale, ci și pe toți artiștii care l-au precedat" (Leonardo da Vinci)